# Démètre de Chio
 (janvier 2012).
Si vous disposez d'ouvrages ou d'articles de référence ou si vous connaissez des sites web de qualité traitant du thème abordé ici, merci de compléter l'article en donnant les références utiles à sa vérifiabilité et en les liant à la section « Notes et références ».
Dimitrios est né au XVIIIe siècle à Chios. Il fut martyrisé en 1802 à Constantinople par les Musulmans. Canonisé par l'Église orthodoxe, il est célébré le 29 janvier.